# Pedemonte
Pedemonte är en ort och kommun i provinsen Vicenza i regionen Veneto i Italien. Kommunen hade 738 invånare (2018).